# Ngwe
Das Ngwe ist eine bantoide Sprache aus der Sprachfamilie der Niger-Kongo-Sprachen, die in Kamerun gesprochen wird.
Im Jahre 2001 hatte das Ngwe 73.200 Sprecher, was eine Abnahme im Vergleich zu den Zahlen vorheriger Volkszählungen war. Es ist Teil des Bamileke-Sprachkontinuums, und seine am nächsten verwandten Sprachen sind Yemba und Ngiemboon. Sein Vokalsystem weist acht Vokale auf, die den acht primären Kardinalvokalen [i e ɛ a ɑ ɔ o u] sehr ähneln.